# (17774) 1998 ER14
A (17774) 1998 ER14 a Naprendszer kisbolygóövében található aszteroida. Eric Walter Elst fedezte fel 1998. március 1-jén.